# 닉 웩슬러
닉 웩슬러(Nick Wechsler, 1978년 9월 3일 ~ )는 미국의 배우이다.

## 출연 작품

### 드라마
- 리벤지